# Cayetana Álvarez de Toledo
Cayetana Álvarez de Toledo y Peralta-Ramos (Madrid, 15 de outubro de 1974), xiv marquesa de Casa Fuerte, é uma jornalista, historiadora e política, deputada das Cortes Gerais da Espanha.

## Biografia
Cayetana Álvarez de Toledo y Peralta-Ramos nasceu em Madrid, de pai francês e mãe argentina. É filha de Juan Illán Álvarez de Toledo y Giraud, xii marquês de Casa Fuerte, que, segundo ela mesma, combateu com a resistência francesa durante a Segunda Guerra Mundial, e de Patricia Peralta-Ramos y Madero. Pelo lado materno, tem descendência de uma família patrícia argentina, cuja origem remonta de princípios do século XVI, durante a colonização espanhola da América do Sul, sendo descendente, dentre outros, de Patricio Peralta Ramos, fundador da cidade de Mar del Plata.
Possui nacionalidade argentina e francesa. Apesar de ter passado sua vida entre o Reino Unido e Buenos Aires, Cayetana Álvarez de Toledo declarou em diversas ocasiões: «Eu decidi ser espanhola».
Depois de passar os primeiros anos de sua infância em Londres, desde os sete anos viveu em Buenos Aires, onde frequentou a Northlands School. Voltou ao Reino Unido para cursar a Universidade. Lá graduou-se em História Moderna pela Universidade de Oxford, como membro do New College, e nessa mesma instituição obteve um doutorado com uma tese sobre o bispo Juan de Palafox, vice-rei da Nova Espanha, orientada pelo historiador hispanista John H. Elliott. Em 20 de outubro de 2001, casou-se com o empresário catalão Joaquín Güell (dos condes de Güell), com quem tem duas filhas. Em janeiro de 2018, o casal divorciou-se.
Após doutorar-se em setembro de 2000, começou a trabalhar como redatora do jornal El Mundo, primeiro da seção de Opinião e mais tarde de Economia. Foi também participante da cadeia de rádio COPE no programa La Mañana, dirigido por Federico Jiménez Losantos.
Em 2006, foi nomeada chefe de gabinete do secretário-geral do Partido Popular (PP), Ángel Acebes, com a missão de assessorá-lo em matéria de estratégia política, cuidar de sua agenda e coordenar a elaboração de seus discursos e intervenções parlamentarias. Como jornalista do El Mundo, o Fórum Econômico Mundial a elegeu como «jovem líder global» em 2008.
Álvarez de Toledo, que adquiriu a nacionalidade espanhola em 2007, concorreu às eleições gerais de 2008 na lista do PP ao Congresso pela circunscrição de Madrid, como número 9 da lista, convertendo-se em deputada na ix Legislatura, onde atuou como porta-voz adjunta do Grupo Parlamentário Popular. Nas eleições gerais de 2011, voltou a concorrer como número 10 da lista popular, renovando seu assento para a x Legislatura. No Congresso, como vice-presidente da Comissão Mista para a União Europeia e membro das Comissões de Justiça e Constitucional.
Devido ao falecimento de seu pai em Paris, em 2012, um ano mais tarde herdou o título nobiliárquico de marquesa de Casa Fuerte, da qual é sua xiii titular.
Em 2014, escreveu um artigo no Financial Times contra a intenção independentista do nacionalismo catalão. Esse mesmo ano, passou a ser uma das primeiras apoiadoras o manifesto constitucionalista Libres e Iguales, do qual foi fundadora, que rejeita qualquer concessão até uma eventual negociação com o setor do nacionalismo catalão que pretende a independência. É porta-voz da plataforma homônima que busca implicar a cidadania espanhola em defesa da ordem constitucional ante o nacionalismo catalão que se entende como uma ameaça «a liberdade de todos os espanhóis», referindo-se em concreto à pretensão de constituir o «povo catalão» em soberano. Entre os atos organizados por Libres e Iguales se destaca o realizado em 11 de setembro de 2014, tricentenário da derrota das tropas austracistas em Barcelona, no Círculo de Bellas Artes de Madrid, onde pronunciou um discurso.
Em 14 de outubro de 2015, através do jornal El Mundo, anunciou que não se apresentaria novamente como candidata a deputada pelo PP, por desacordos com a política do presidente do Governo, Mariano Rajoy, em matéria de regeneração democrática, em matéria econômica, ao separatismo catalão e a erosão das instituições públicas.
Em 8 de março de 2018, criticou em um artigo de opinião a Greve feminista que ocorreu neste mesmo dia. Em junho do mesmo ano, publicou um artigo de opinião após a dissolução do Governo de Mariano Rajoy devido à moção de censura apresentada contra este pelo PSOE, no que Álvarez de Toledo afirmou seguir sendo afiliada ao PP, mas ter votado no partido Ciudadanos, e pedia a fusão de ambos os partidos.
Em 15 de março de 2019, anunciou sua designação como cabeça da lista do PP para o Congresso dos Deputados pela circunscrição de Barcelona, pelas eleições gerais de 28 de abril. Nestas obteve o assento de deputada apesar de o seu partido ter obtido os piores resultados da história nesta circunscrição, passando de 4 a 1 deputado.

## Livros
- Juan de Palafox: Obispo y Virrey (em castelhano). Marcial Pons Ediciones de Historia, 2011. ISBN 978-8492820313.
- Politics and Reform in Spain and Viceregal Mexico: The Life and Thought of Juan De Palafox 1600-1659 (em inglês) (Oxford Historical Monographs). ISBN 978-0199270286.

## Prêmios
- 2006: Micrófono de plata de la Asociación Profesional Española de Informadores de Prensa, Radio, Televisión e Internet.[26]
- 2017: Premio Sociedad Civil, otorgado por Think Tank Civismo.[27]